# Kiantone (Nueva York)
Kiantone es un pueblo ubicado en el condado de Chautauqua en el estado estadounidense de Nueva York. En el año 2000 tenía una población de 1.385 habitantes y una densidad poblacional de 29 personas por km².

## Geografía
Chautauqua se encuentra ubicado en las coordenadas 42°2′53″N 79°11′55″O / 42.04806, -79.19861.

## Demografía
Según la Oficina del Censo en 2000 los ingresos medios por hogar en la localidad eran de $44,702, y los ingresos medios por familia eran $50,893. Los hombres tenían unos ingresos medios de $36,382 frente a los $26,302 para las mujeres. La renta per cápita para la localidad era de $20,716. Alrededor del 6.9% de la población estaban por debajo del umbral de pobreza.